# سد ميياغاوا تشوسيتشي
سد ميياغاوا تشوسيتشي هو سد ترابي يقع في محافظة ميه في اليابان. يستخدم السد للري. تبلغ مساحة مستجمعات المياه في السد 1.8 كيلومتر مربع. يحجز السد حوالي 13 هكتارًا من الأرض عندما يمتلئ ويمكنه تخزين 854 ألف متر مكعب من المياه. بدأ بناء السد في عام 1977 واكتمل في عام 1979. 